# Vlčice u Javorníka

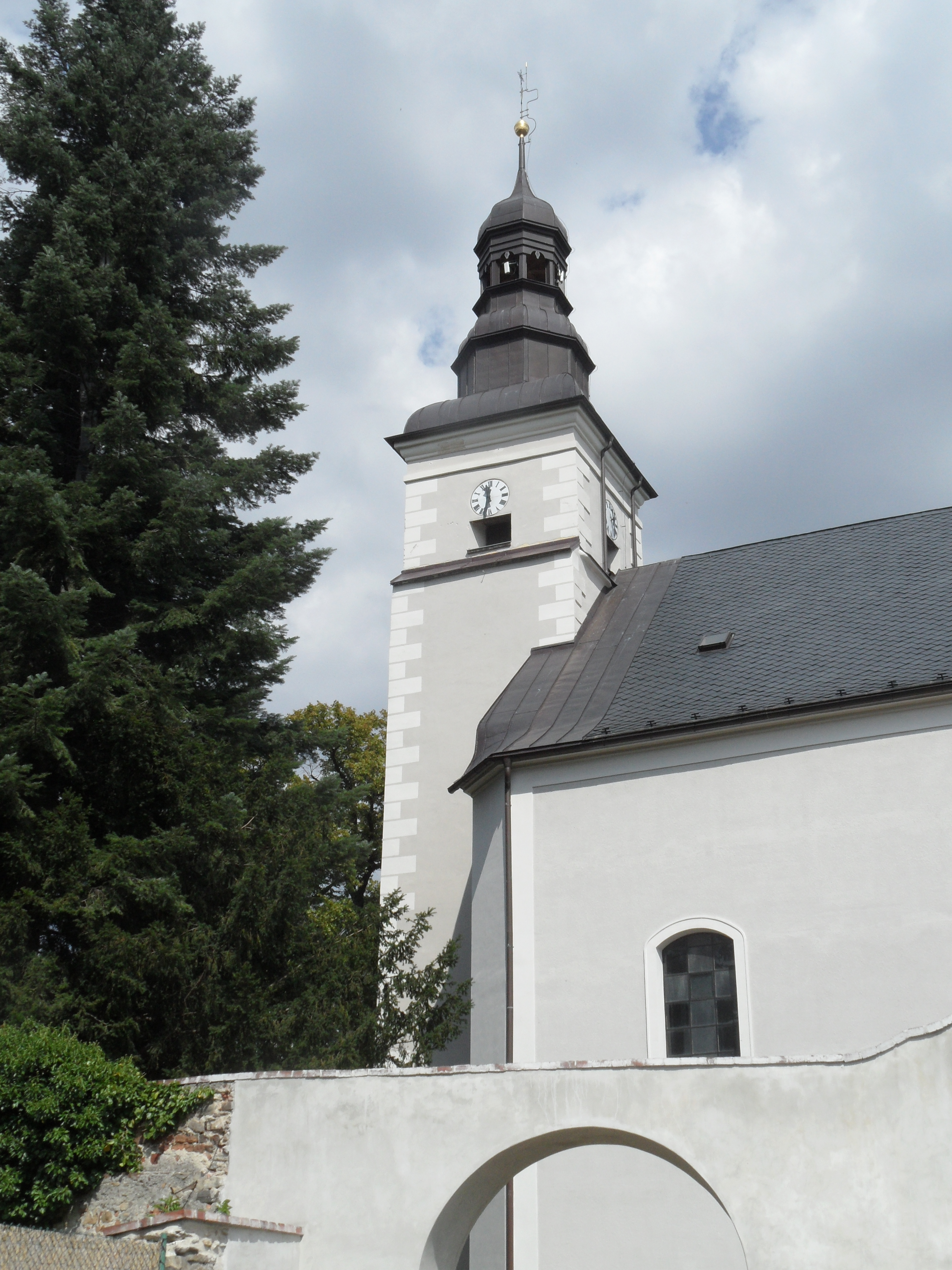
Kirche des hl. Bartholomäus

Vlčice (deutsch Wildschütz) ist eine Gemeinde in Tschechien. Sie liegt sechs Kilometer südöstlich von Javorník und gehört zum Okres Jeseník.

## Geographie
Vlčice erstreckt sich im Tal des Baches Studená voda (Kaltwasser) am Fuße der Travenská hornatina (Krautenwalder Bergland), einem Teil des Reichensteiner Gebirges. Nordwestlich liegt der aus einem Lignitbergwerk hervorgegangene Teich Pelnář, östlich der Dolnoleský rybník (Alte Aue). Südwestlich erheben sich der Suť (Steingerütte, 717 m), Vápenný vrch (Kalkberg, 775 m) und Kokeš (Hühnerkuppe, 651 m)´. Östlich liegt der Rohatec (Schoberberg, 364 m), im Südosten der Kaní hora (Hutberg, 476 m) und der Lánský vrch (Hubenberg, 422 m).
Nachbarorte sind Bernartice im Norden, Buková im Nordosten, Dolní Les im Osten, Tomíkovice und Sedmlánů im Südosten, Bergov und Vojtovice im Süden, Nové Vilémovice im Südwesten, Hřibová, Zastávka und Červený Důl im Westen sowie Uhelná im Nordwesten.

## Geschichte

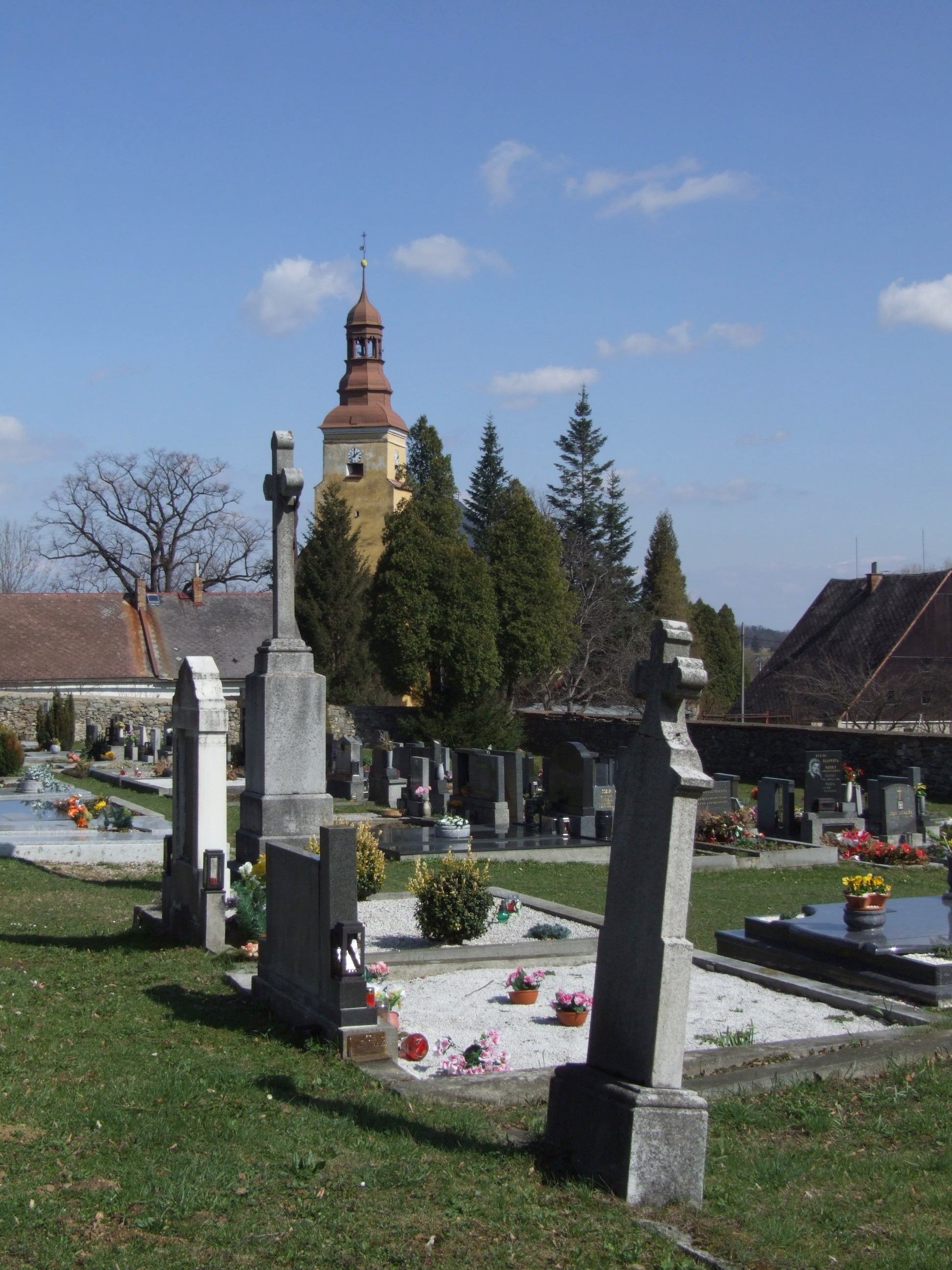
Friedhof

Die erste urkundliche Erwähnung des Dorfes erfolgte im Jahre 1248, als das Bistum Breslau dem Ritter Vrocivoj vierzig Hufen Land am Fluss Vlčice unter der Bedingung überließ, dort Polen anzusiedeln und ein Dorf nach deutschem Recht zu gründen. Nächster namentlich überlieferter Besitzer des Gutes war Albert Schoff. Der aus 60 Hufen, einem Vogtshof und Kirche bestehende Ort gehörte in der zweiten Hälfte des 13. Jahrhunderts zu den größeren Dörfern der Gegend. Die Glashütte wurde im 15. Jahrhundert errichtet. Im 16. Jahrhundert war Wildschütz ein Herrensitz mit Feste, Hof, Brauerei und Mälzerei. Mit Heinrich Schaffgotsch auf Neuhaus, der 1557 durch das Schwert starb, erlosch die Neisser Linie der Herren von Schaffgotsch. Den Besitz erbte seine Tochter Ursula, die im Jahr darauf Seyfried von Promnitz heiratete. 1567 wurde Woitzdorf an der Stelle eines erloschenen Dorfes angelegt. Der Protestant von Promnitz konnte sich mit der im Fürstentum Neisse einsetzenden Rekatholisierung nicht vereinbaren und verkaufte seine Neisser Güter einschließlich Wildschütz an Albert von Maltitz, der 1582 mit der Rekatholisierung begann. 1599 gründeten die Herren von Maltitz Niederwald. Bei der Neuaufnahme der Steuerrolle nach dem Dreißigjährigen Krieg sind für Wildschütz, Woitowitz und Niederwald 61 Bauern, 61 Gärtner und 28 Kötner ausgewiesen. In dieser Zeit erfolgte auch der Umbau der Feste zu einem Renaissanceschloss. Zum Ende des 17. Jahrhunderts entstand die Ansiedlung Pilzberg. 1678 wurde die nach den Hussitenkriegen erloschene Pfarre Wildschitz wiedererrichtet. Während des Siebenjährigen Kries wurde 1759 in Wildschütz eine Hauptabteilung der k.k. Armee stationiert.
1760 wurde Neudörfel angelegt und im Jahre 1800 entstand Bergau. 1791 starb die Wildschützer Linie des Geschlechts von Maltitz im Mannesstamme aus und das Erbe fiel an die Grafen Schaffgotsch. 1836 lebten in den 182 Häusern von Wildschütz 1341 Menschen. In Woitzdorf standen zu dieser Zeit 41 Wohnhäuser mit 278 Bewohnern, in den 17 Häusern von Neudörfel lebten 117 Einwohner und Pilzberg bestand aus 24 Häusern mit 121 Bewohnern.
Nach der Aufhebung der Patrimonialherrschaften bildete Wildschütz ab 1850 mit den Ortsteilen Bergau, Neudörfel, Niederwald und Pilzberg eine Gemeinde im Bezirk Freiwaldau. 1919 verkauften die Grafen Schaffgotsch die Güter Wildschütz und Krautenwalde an den Großgrundbesitzer Schubert in Weißwasser.
1930 hatte die Gemeinde Wildschütz 1661 Einwohner. Nach dem Münchner Abkommen wurde Wildschütz dem Deutschen Reich zugeschlagen und gehörte von 1939 bis 1945 zum Landkreis Freiwaldau. Die Einwohnerzahl im Jahre 1939 betrug 1574. Nach dem Zweiten Weltkrieg erfolgte die Vertreibung der deutschen Bewohner. Mit Beginn des Jahres 1961 kam die Gemeinde zum Okres Šumperk und wurde 1985 nach Javorník eingemeindet. Seit 1990 besteht die Gemeinde Vlčice wieder und seit Beginn des Jahres 1996 gehört sie zum Okres Jeseník.

## Gemeindegliederung
Die Gemeinde Vlčice besteht aus den Ortsteilen Bergov (Bergau), Dolní Les (Niederwald), Vlčice (Wildschütz) und Vojtovice (Woitzdorf). Zu Vlčice gehören zudem die Ansiedlung Nová Véska (Neudörfel) und die Wüstung Hřibová (Pilzberg).
Das Gemeindegebiet gliedert sich in die Katastralbezirke Dolní Les, Vlčice u Javorníka und Vojtovice.

## Sehenswürdigkeiten
- Kirche St. Bartholomäus, erbaut um 1600 anstelle eines hölzernen Vorgängerbaus und zwischen 1732 und 1742 barock umgestaltet
- Schloss Vlčice, nach dem Zweiten Weltkrieg Erholungsobjekt der Grube Paskov
- Statue des hl. Johannes von Nepomuk
- historische Grenzsteine
- Kirche des hl. Ignatius in Vojtovice

## Partnerstädte
- Zülz, Woiwodschaft Oppeln, Polen

## Söhne und Töchter der Gemeinde
- Ignaz Reinold (1777–1848), Orgelbauer
- Willibald Müller (1845–1919), Schriftsteller, Journalist und Bibliothekar